# 정읍제일고등학교
정읍제일고등학교(井邑第一高等學校)는 대한민국 전북특별자치도 정읍시 수성동에 있는 공립 고등학교이다.

## 학교 연혁
- 1910년 5월 13일 : 군산공립실업학교로 개교
- 1923년 4월 30일 : 정읍공립농업고등학교로 교명 변경(현지로 이전)
- 1951년 9월 1일 : 정읍농림고등학교로 교명 변경
- 1988년 9월 28일 : 정읍농공고등학교로 교명 변경
- 1992년 8월 20일 : 학칙변경 27학급 (농(1)축(1)원예(1)기계(3)전자(2)식공(1))
- 2003년 9월 1일 : 정읍제일고등학교로 교명 변경
- 2012년 3월 1일 : 학칙변경 15학급 산업기계(1) 조경원예→환경조경(1) 바이오식품산업(1) 기계(1) 신재생에너지제어(1)
- 2019년 3월 1일 : 학칙변경 9학급 산업기계(1) 바이오식품산업(1) 기계(1)
- 2024년 2월 7일 : 제111회 졸업식 (졸업생 45명, 총 19,086명 졸업)
- 2024년 3월 1일 : 제33대 김용걸 교장 부임
- 2024년 3월 4일 : 제113회 입학식 (입학생 39명)

## 설치 학과
- 산업기계과
- 기계과
- 바이오식품산업과

## 참고 자료
- 정읍제일고등학교 - 한국교육학술정보원 학교알리미